# اس آتش‌دان
اس آتش‌دان یک ستاره است که در صورت فلکی آتشدان قرار دارد.